# Analyse des besoins sociaux
 (mars 2024).
L’analyse des besoins sociaux (ABS) est une obligation légale des Centres communaux d'action sociale, inscrite dans le code de l'action sociale et des familles (CASF).
Elle correspond à une analyse des besoins sociaux de l’ensemble de la population de la commune et notamment de ceux des familles, des jeunes, des personnes âgées, des personnes handicapées et des personnes en difficulté.

« L'analyse des besoins sociaux consiste en un diagnostic sociodémographique à partir des données d'observation sociale du territoire »

Depuis la nouvelle loi de juin 2016, l'article R123-1 du code de l'action sociale et des familles prévoit que l'ABS doit être réalisée dans l'année suivant les élections municipales.

« L’analyse des besoins sociaux fait l’objet d’un rapport présenté au conseil d’administration au cours de l’année civile qui suit chaque renouvellement général des conseils municipaux. »

Son objectif est de rendre l'action sociale de la collectivité cohérente aux besoins des habitants, par un état des lieux sociodémographique. L’article L 116 – 1 du CASF définit : 

« L’action sociale et médico-sociale tend à promouvoir, l’autonomie et la protection des personnes, la cohésion sociale, l’exercice de la citoyenneté, à prévenir les exclusions et à en corriger les effets. »